# Brasenføde
Brasenføde (Isoëtes) er den eneste slægt i Brasenføde-familien og Brasenføde-ordnen, med omkring 150 arter fordelt over hele jorden. De fleste arter er dog sjældne, hvor de forekommer.
De fleste arter af Brasenføde er små, flerårige vandplanter. De lever under vandet, i vandoverfladen eller nær ved vand, f.eks. i lavvandede søer, vandhuller og ved mindre vandløb. De børste- til sylformede blade sidder typisk i et tæt knippe fra en knoldformet stængel med trævlet rod. Bladene er hule som en fjerpen, smalle og typisk 2-20 cm lange og 0.5-3 mm brede, ofte stedsegrønne. Hulheden udgøres af 4 langsgående luftkanaler afbrudt af tværvægge. I en grube ved bladets grund er fæstet et lille skæl kaldet en ligula. Rødderne er ligeledes hule.
Brasenføde har 2 slags sporer (jf. Pilledrager, Pilularia globulifera). Brasenføde har storsporer inderst ved de ydre rosetblade og småsporer ved de indre. I begge tilfælde sporehuse indsænkede i bladgrunden. Storsporerne danner hunlige forkim, småsporerne hanlige forkim. De 2 arter er nemmest at skelne mikroskopisk på formen af storsporerne.
| Beskrevne arter |

- Gulgrøn Brasenføde (Isoëtes echinospora)
- Sortgrøn brasenføde (Isoëtes lacustris)

| Andre arter |

- Isoetes × brittonii
- Isoetes lithophila
- Isoetes louisianensis
- Isoetes melanospora
- Isoetes tegetiformans

## Rødlistede arter
- Isoetes ecuadoriensis[1]

## Note
1. ↑  IUCNs rødliste over planter

| Portal | Portal:Botanik |